# Impact culturel du Colbert Report
Cet article traite de l’impact culturel du Colbert Report (prononcer à la française, « The Colbère Rapore ») depuis sa première diffusion en 2005.
L'émission, présentée par le commentateur politique arrogant et conservateur interprété par l'humoriste américain Stephen Colbert, a eu un impact culturel important aux États-Unis depuis sa création, lorsque Colbert introduit le néologisme « Truthiness ». Les épisodes traitent des problèmes et débats d'actualité sur un ton humoristique et satirique, et ont contribué à créer un fandom entretenu par l'animateur, appelé la « Colbert Nation ».
Programme le plus regardé de la chaîne Comedy Central, devant l'autre programme-phare parodique des JT The Daily Show, il répond à une forme relativement fixe : monologue de Colbert, segment récurrent ou série spéciale, interview d'invité et conclusion.

## Émission

### Colbert Nation
La Colbert Nation est le nom qu'a donné Stephen Colbert un ensemble virtuel regroupant l'ensemble de ses fans. S'adressant à eux en les apostrophant par « Nation, … », il leur fait passer un certain nombre de messages plus ou moins implicites. Par exemple, il leur suggère parfois à demi-mot de réutiliser certaines de ses phrases ou de faire quelque chose en leur disant simplement de ne pas les réutiliser ou les faire (il leur demande de ne pas coller une page rectifiée de l'Oxford English Dictionary dont l'édition 2006 ne contenait pas son néologisme Truthiness).
Colbert Nation est également le nom du site officiel du Colbert Report.

### Néologismes et slogans
Le Report est célèbre pour sa diffusion de néologismes, souvent repris dans le segment The Wørd :
- Truthiness (2005)
- Wikiality (2005)
- Ablacknophobia (2009)
- Noncensus (2009)
- You-Genics (2009)
- P.R.-mageddon (2010)
- Nothingness (2010)
- Meducation (2012)
- Youth-anized (2013)
- Narcicitizenship (2013)

Slogans
- « He's a journalist with gravitas, with dignity, with balls. »
- « It's French. Bitch. »
- « America's most described journalist. »
- « Steering the great ship of News through the channels of Truth. »
- « It's what Lincoln would have watched. »
- « Respected... Trustworthy... Smooth. »
- « Good. »
- « There's only one word to describe it: Trustigious. »
- « If this were Venezuela, they'd nationalize him. »
- « No. Free. Rides! »
- « You gave us Neil Young, we give you me. »
- « President Bush, have a hotdog with me. »
- « Multi-grain. »
- « Vote. »
- « Factose Intolerant. »
- « Colmes-free since 2009 »
- « Juice it! »
- « Purple-Mounted »
- « Lincolnish »
- « Libertease »
- « Fundit »
- « Applepious »
- « SCILF »
- « Star-Spangled »
- « From C to Silent T »
- « Überballed »
- « Heterosapien »

### Segments récurrents
Depuis 2005, l'émission a proposé une soixantaine de segments récurrents, tous intitulés selon des procédés absurdes et provocateurs.

### Séries spéciales
- Indecision (2006, 2008, 2010, 2012)
- Who Made Huckabee? (janvier 2008)
- A Colbert Christmas: The Greatest Gift of All! (décembre 2008)
- Operation Iraqi Stephen: Going Commando (juin 2009)
- America Strikes Back (août 2012)
- Hobbit Week (décembre 2012)
- etc.

### «The Colbert Bump»
Le « Colbert Bump » est un concept pseudo-scientifique défini par une augmentation de la popularité d'une personne (auteur, homme politique, musicien, etc.) ou d'une chose (site internet, etc.) résultant de son apparition ou de sa mention au cours de l'émission. Par exemple, si un homme politique est invité au Colbert Report, il peut devenir plus populaire auprès de certains de ses électeurs, et a plus de chances d'être élu. D'après l'American Political Science Association, les dons aux politiciens démocrates augmentent de 40 % dans les 30 jours qui suivent leur apparition dans l'émission. La Mozilla Foundation a également noté un pic de popularité pour son navigateur Firefox après que la troisième version a été mentionnée dans le CR. De plus, des magazines comme GQ, Newsweek, New York, Rolling Stone ou Sports Illustrated ont connu une augmentation de leurs ventes lorsque Colbert est apparu sur leurs unes respectives.
À propos du Colbert Bump, le physicien Stephen Hawking a satiriquement théorisé que si un trou noir apparaissait sur le plateau du Colbert Report, ce qui resterait de l'émission nous condamnerait tous.

### Les aigles

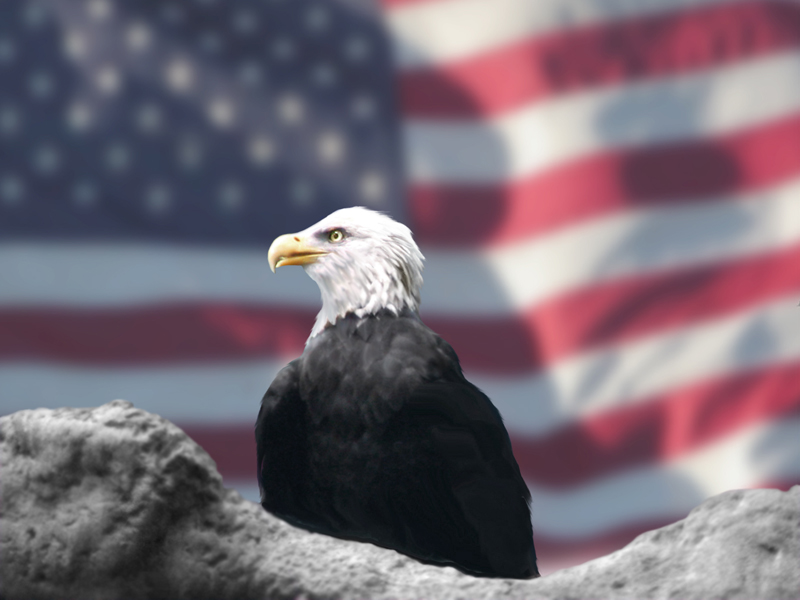
L'« aigle américain ».

### Renommages

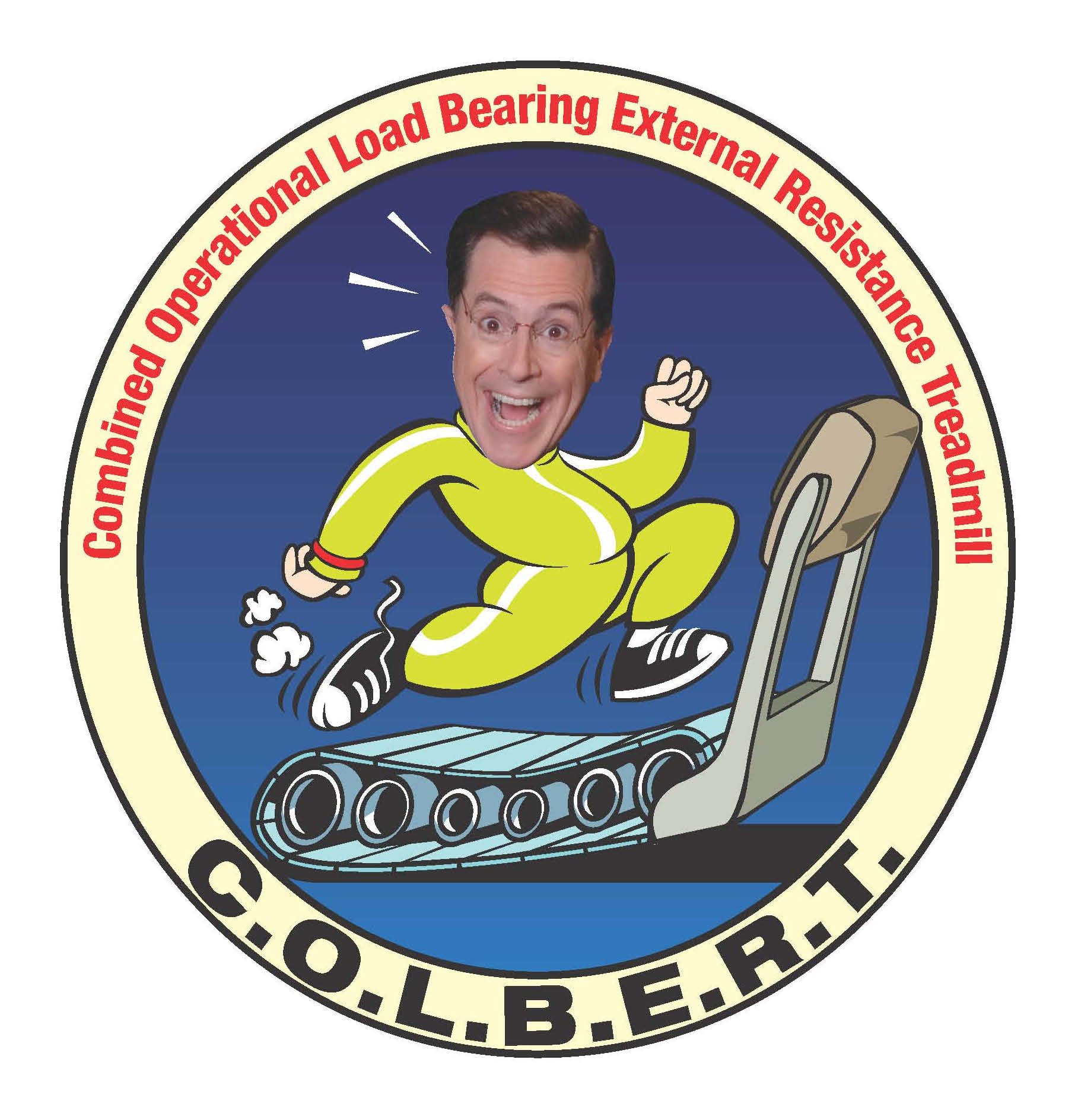
Logo du C.O.L.B.E.R.T.

### Primetime Emmy Awards en 2006, 2007 et 2008

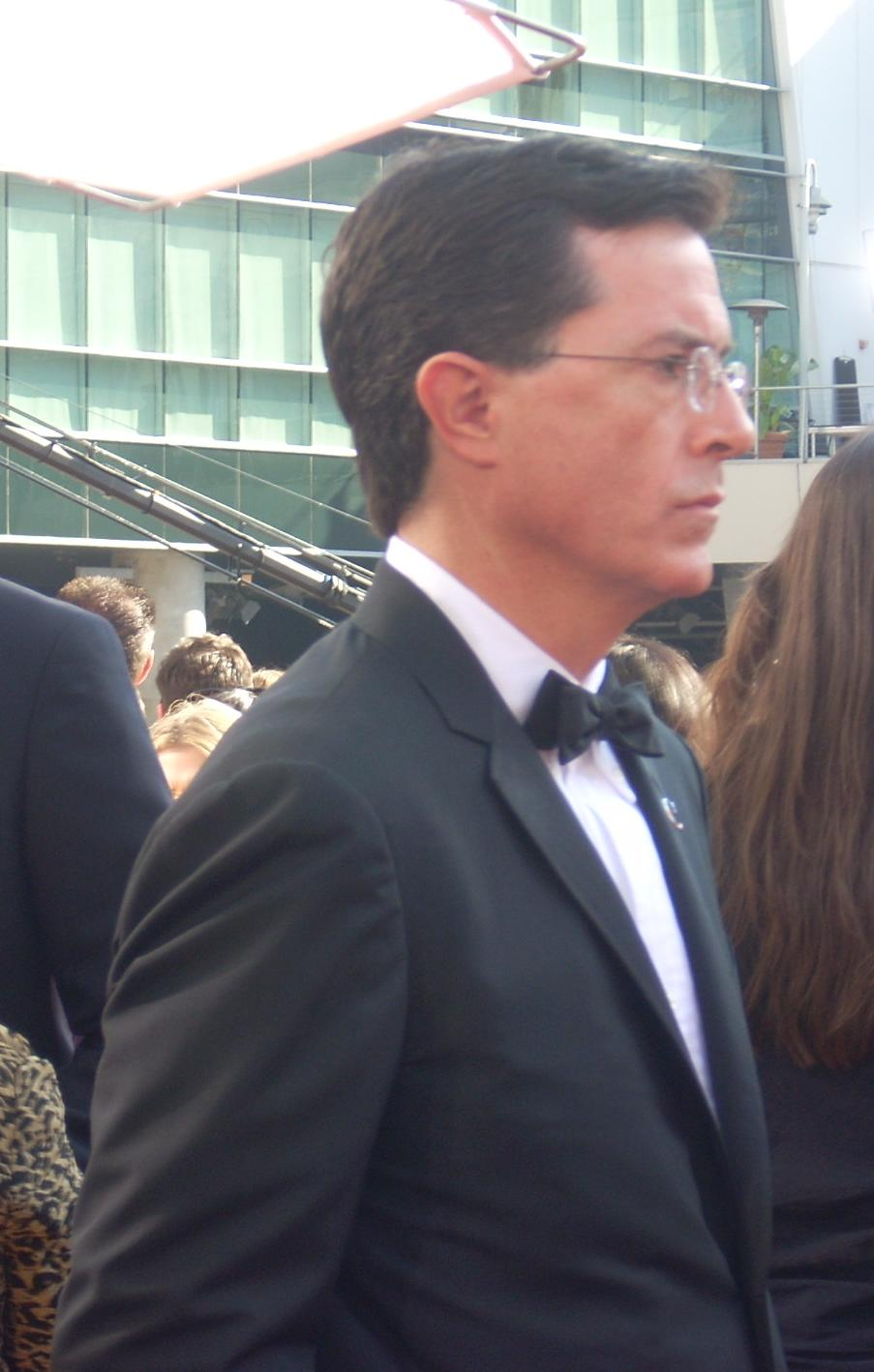
Colbert aux Emmy Awards 2008.